# Slomljeno srce
Slomljeno srce je izraz koji se često rabi kao metafora za duševnu bol i patnje koju netko osjeća nakon što je izgubio voljene osobe - bilo kroz njenu smrt, odlazak na drugo mjesto, rastava braka, nevjeru, prekid veze ili odbijanje. Pod "voljenom osobom" se u tom smislu najčešće podrazumijeva bračni ili intimni partner, iako se izraz ponekad rabi i za slučajeve gubitka članova obitelji, prijatelja ili kućnih ljubimaca.
Medicinska znanost, pak, poznaje stanje non-ishemične kardiomiopatije koju ponekad kod inače zdravih ljudi može izazvati emocionalni šok izazvan gubitkom voljene osobe. On se naziva Takotsubo kardiomiopatija, ali i sindrom slomljenog srca.